# Kisberény
Kisberény ist eine ungarische Gemeinde im Kreis Fonyód im Komitat Somogy. Gut zwanzig Prozent der Bewohner zählen zur Volksgruppe der Roma.

## Geografische Lage
Kisberény liegt 33 Kilometer nordwestlich des Komitatssitzes Kaposvár und 15 Kilometer nordwestlich der Kreisstadt Fonyód an dem Fluss Halsok-árok. Nachbargemeinden sind Lengyeltóti, Hács, Somogyvár und Öreglak.

## Geschichte
Die erste schriftliche Erwähnung der Siedlung stammt aus dem päpstlichen Zehntregister der Jahre 1332–1337.
Im Jahr 1907 gab es in der damaligen Kleingemeinde 67 Häuser und 369 Einwohner auf einer Fläche von 1312 Katastraljochen. Sie gehörte zu dieser Zeit zum Bezirk Lengyeltóti im Komitat Somogy.

## Sehenswürdigkeiten
- Kruzifix aus dem Jahr 1861
- Römisch-katholische Kirche Alexandriai Szent Katalin
- Weltkriegsdenkmal

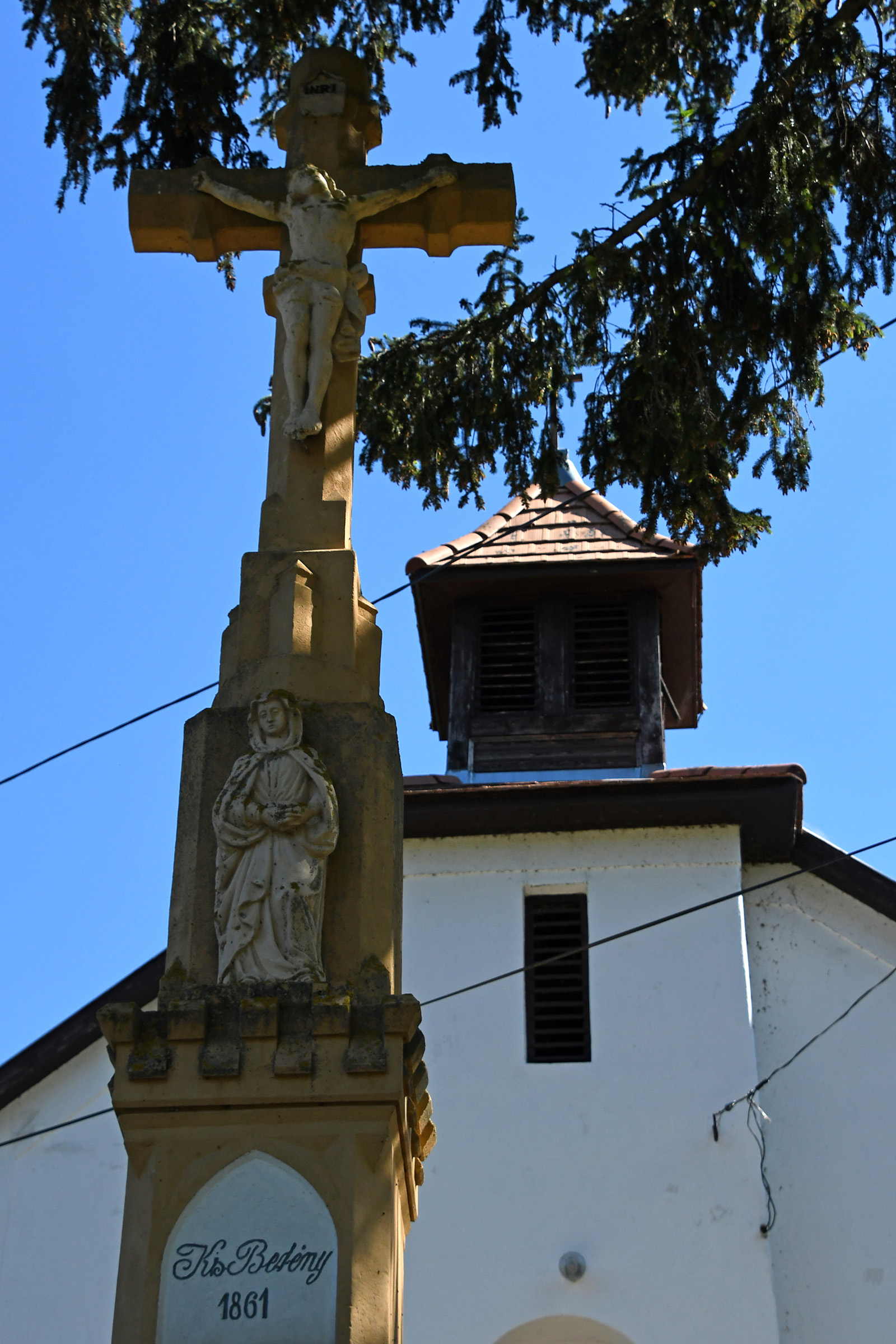
Kruzifix vor der Kirche
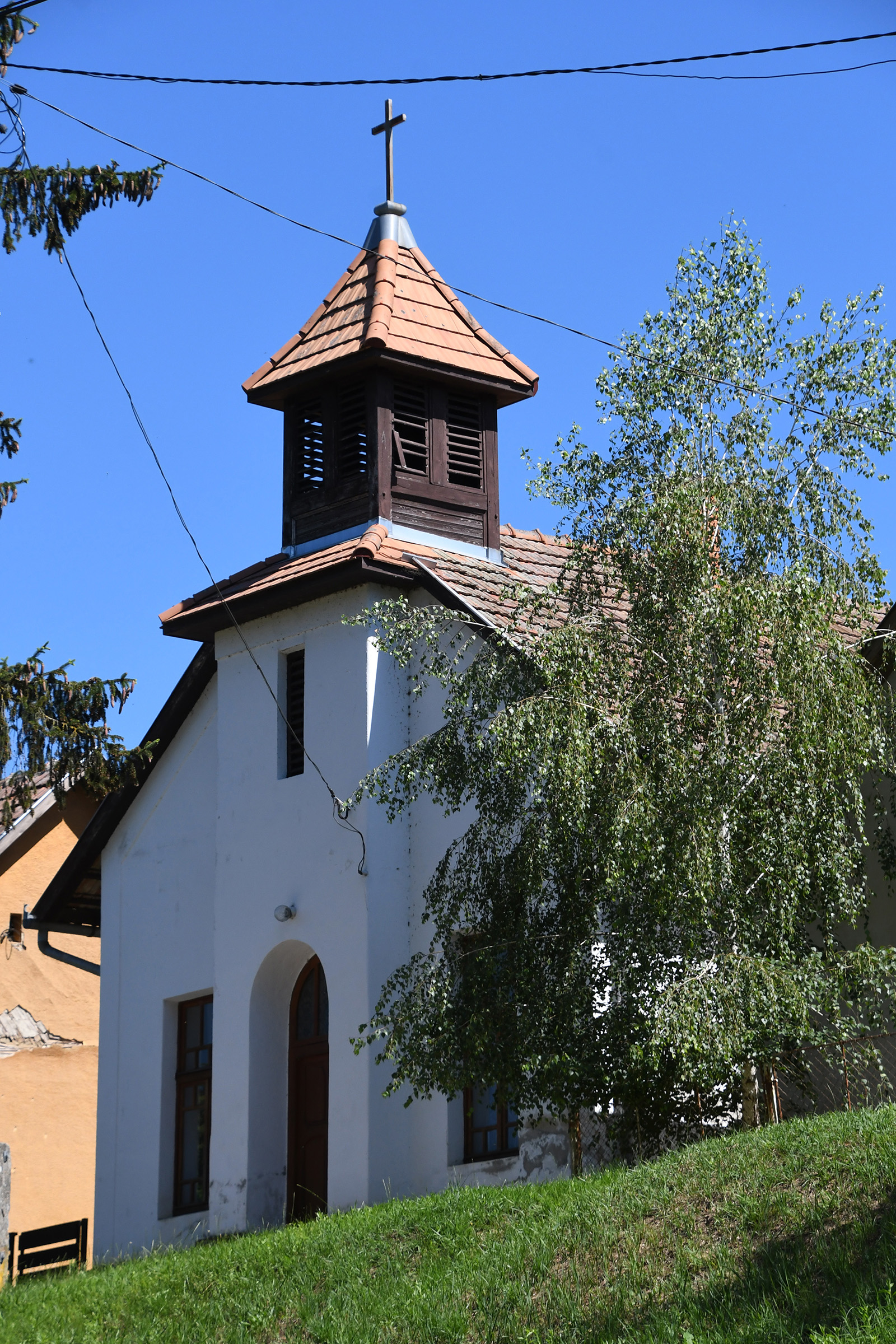
Römisch-katholische Kirche Alexandriai Szent Katalin
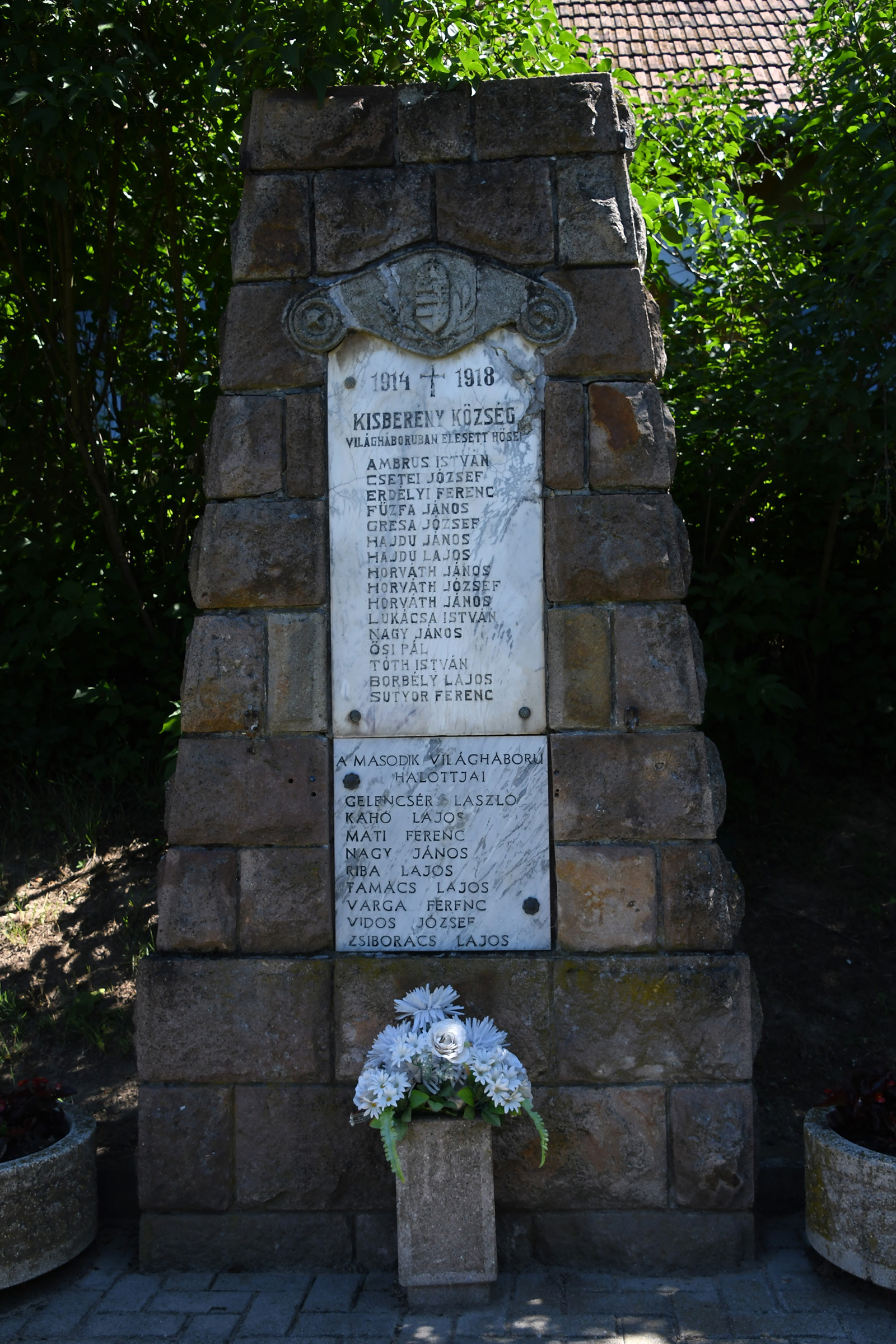
Weltkriegsdenkmal

## Verkehr
Kisberény ist nur über die Nebenstraße Nr. 67113 zu erreichen. Es bestehen Busverbindungen nach Lengyeltóti, nach Öreglak sowie über Somogyvár, Osztopán, Várda und Juta nach Kaposvár. Die nächstgelegenen Bahnhöfe befinden sich in nordwestlich in Lengyeltóti und südwestlich in Öreglak.